# ホテルグランヴィア岡山

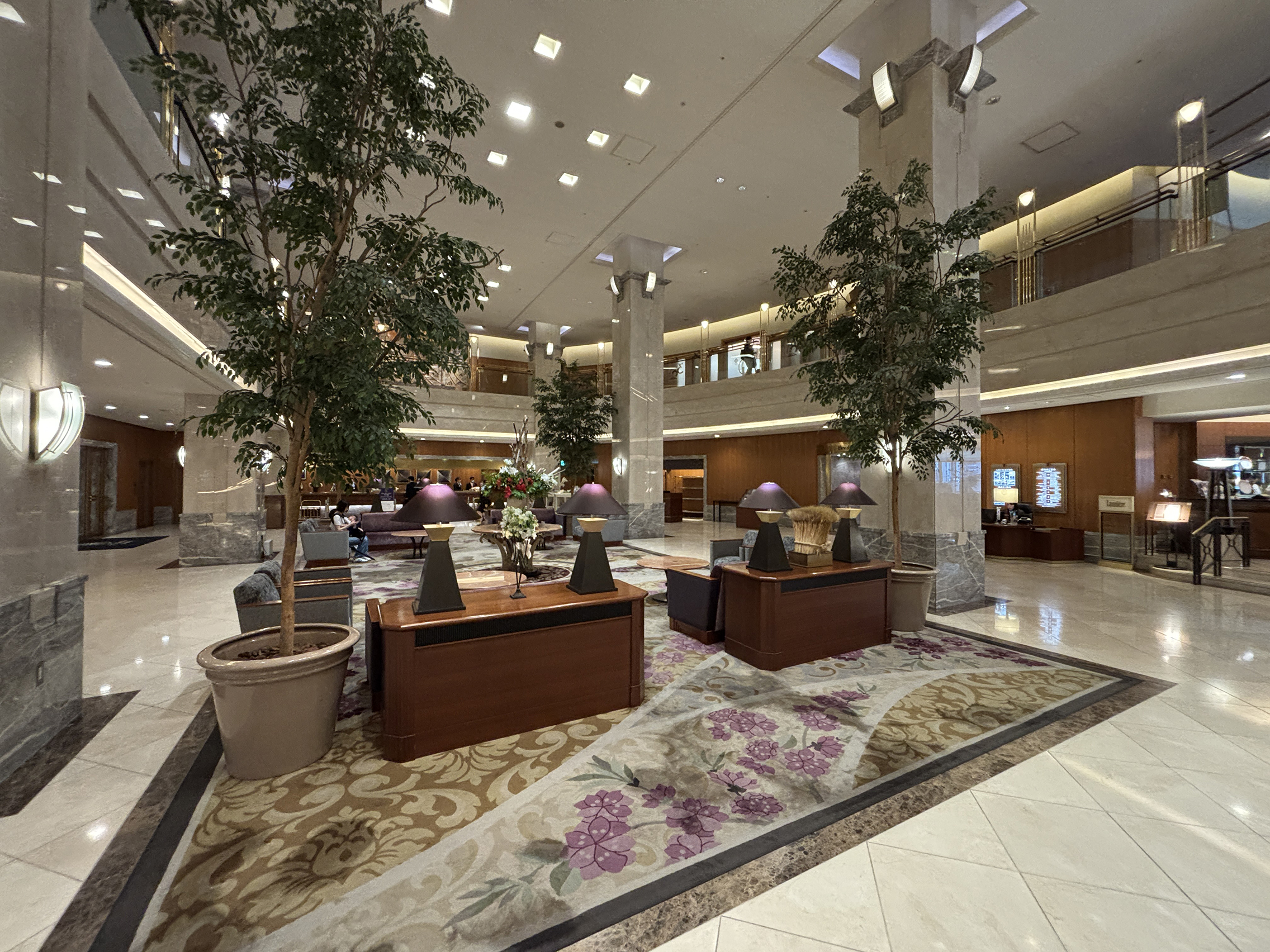
ロビー

ホテルグランヴィア岡山（ホテルグランヴィアおかやま、英: Hotel Granvia Okayama）とは、岡山県岡山市北区にあるJR西日本ホテルズのホテル、並びにこれを運営する企業（株式会社ホテルグランヴィア岡山）である。

## 概要
JR岡山駅とは専用ブリッジで結ばれ、バスターミナルとも隣接していて利便性の高い、19階建ての白い高層ホテルである。
JR西日本ホテルズの中で、最初から「グランヴィア」として開業したのは京都と岡山であるが、岡山は現ホテルに建て替えられる前に「岡山ターミナルホテル」と呼ばれる前身ホテルがあった。
屋上にはRSK山陽放送とNHK岡山放送局の情報カメラが設置されている。

## 主な施設
- 19階 レストラン・バー
- 8〜18階 客室
- 5階 結婚式場・プール・エステサロン
- 4階 大宴会場・小宴会場
- 3階 中宴会場・小宴会場
- 2階 レストラン・岡山駅連絡ブリッジ
- 1階 フロント・メインロビー・ロビーラウンジ・駐車場
- B1〜B3階 駐車場